# Angry Video Game Nerd
Az Angry Video Game Nerd (röviden AVGN, korábban The Angry Nintendo Nerd címen ismert) egy amerikai websorozat, amit James Rolfe alkotott, barátja Mike Matei behatására. Hosszú ideig közösen készítették a sorozatot, Mike a játék ismeretével, James pedig a filmkészítői tudásával. A sorozat főszereplője, a "nerd" maga James Rolfe, aki videójátékokat és további videójátékokhoz kapcsolódó tárgyakat mutat be kommentárral.
A sorozat alapján 2014-ben készült egy film Angry Video Game Nerd: The Movie címen, továbbá 2 videójáték.
Bár manapság már a videók minősége jelentősen romlott, de a rajongói hűségesek az AVGN videók iránt, még Rolfe többi munkája alig ér el pár száz nézőt. A romló videóminőségek, és a csatornán belüli összetűzések miatt, a rajongói egy része, létrehozta a Cinemassacre Truth nevű, Redditen működő közösséget, ahol mókás módon, belső poénokkal figurázzák ki a csatorna mai állását. Ez a közösség nem gyűlöletből indult, hanem a romlás miatti csalódottságból. Sok tag még mindig rajongónak tartja magát, de kritikus szemmel figyelik a csatorna életét.

## Minőség romlása
Az Angry Video Game Nerd film vegyes fogadtatása után, a sorozat elkezdett rohamosan romlani. 2015 környékén a Cinemassacre csatornát átvette a Screenwave media nevű cég, ami azóta is kezeli a videók produkcióját. Innen kisség rejtélyes a csatornán belül zajlott dolgok történése. Bootsy, - aki a csatorna működésének jelentős személye volt - elhagyta a Cinemassacre csapatát, majd később egy interjúban beismerte, hogy a zenéiért, és egyéb munkáiért azóta sem kapott semmilyen juttatást. James kerüli a témát ezzel kapcsolatban, és azóta sem nyilatkozott semmi konkrétat Bootsyval kapcsolatban.
Kyle Justin, a Cinemassacre, főként zenért felelős - főként az Angry Video Game Nerd főcímdaláért - régi tagja ismeretlen időpontban, szintén elhagyta a csatornát, amiről Kyle kollégája nyilatkozta, hogy most jelenleg házfelújításban utazik. Állítólag őt sem fizették meg, és Rolfe figyelmen kívül hagyta az üzeneteit. 
Végül Mike Matei, a Cinemassacre második legfontosabb tagja is elhagyta a csatornát, bár azóta még mindig nyújt segítséget a videókhoz.
A Screenwave media új alkalmazottjai átvették a csatornát, mert Rolfe elmondása szerint nincs már ideje a videókra, és az AVGN sorozatot is már csak a pénz miatt csinálja. Utólag ki is derült, hogy már csak a jeleneteket veszi fel a videókhoz, azt is az otthonában kialakított garázsban. Erről adott egy válaszvideót, ami sokakat megbotránkoztatott. Az időhiányt a gyerekire fogja, azonban sokan felhívják a figyelmet arra, hogy rengeteg videós van, aki gyerekek mellett, továbbra is el tudják végezni a munkájukat. Az új tagok, Justin Silverman, Ryanne Schott, Kieran Fallon, és Tony Piluso is okoztak már saját botrányokat.
2023-ban Kieran kilépett a Cinemassacre-ből, és egy livestream erejében, röviden mesélt arról, hogy őt is kihasználták, túl sok munkával, és szintén hiányos juttatásokkal.

### Monster Madness Plágium
2022-ben a Monster Madness, halloweeni videósorozat egyik részében plágiumot fedeztek fel a nézők, amiről Rolfe egy bocsánatkérő viedót adott ki, amiben még jobban megerősítette, hogy ő már nem ír forgatókönyvet sem videóihoz, hanem másokkal végezteti el ezt a munkát. Később beigazolódott, hogy Newt, egy szintén volt tag követte el a plágiumot.

## Epizódok

### Próbaepizódok
| Epizód | Cím                          | Hossz | Bemutató        | Leírás |
| ------ | ---------------------------- | ----- | --------------- | ------ |
| 1.     | Castlevania 2: Simon's Quest | 9:26  | 2004. május 25. |        |
| 2.     | Dr. Jekyll and Mr. Hyde      | 6:29  | 2004. május 28. |        |

### 1. évad
| Epizód | Cím                                                                   | Hossz | Bemutató             | Leírás |
| ------ | --------------------------------------------------------------------- | ----- | -------------------- | ------ |
| 3.     | The Karate Kid                                                        | 4:29  | 2006. február 10.    |        |
| 4.     | Who Framed Roger Rabbit                                               | 3:46  | 2006. április 24.    |        |
| 5.     | Teenage Mutant Ninja Turtles                                          | 7:05  | 2006. június 21.     |        |
| 6.     | Back to the Future                                                    | 6:43  | 2006. július 21.     |        |
| 7.     | McKids                                                                | 7:07  | 2006. augusztus 30.  |        |
| 8.     | Wally Bear and the NO! Gang                                           | 4:37  | 2006. szeptember 1.  |        |
| 9.     | Master Chu and the Drunkard Hu                                        | 4:20  | 2006. szeptember 8.  |        |
| 10.    | Top Gun                                                               | 7:35  | 2006. szeptember 15. |        |
| 11.    | Double Dragon 3                                                       | 4:10  | 2006. szeptember 22. |        |
| 12.    | Friday the 13th                                                       | 12:22 | 2006. október 13.    |        |
| 13.    | A Nightmare on Elm Street                                             | 14:46 | 2006. október 31.    |        |
| 14.    | The Power Glove                                                       | 12:28 | 2006. november 15.   |        |
| 15.    | Chronologically Confused About Bad Movie and Video Game Sequel Titles | 11:34 | 2006. november 18.   |        |
| 16.    | Rocky                                                                 | 9:46  | 2006. december 14.   |        |
| 17.    | Bible Games                                                           | 21:29 | 2006. december 23.   |        |

### 2. évad
| Epizód | Cím                                                         | Hossz | Bemutató                             | Leírás |
| ------ | ----------------------------------------------------------- | ----- | ------------------------------------ | ------ |
| 18.    | Teenage Mutant Ninja Turtles III – Part 1                   | 11:44 | 2007. január 25.                     |        |
| 19.    | Teenage Mutant Ninja Turtles III – Part 2                   | 10:47 | 2007. január 25.                     |        |
| 20.    | Atari 5200                                                  | 10:39 | 2007. február 13.                    |        |
| 21.    | Ghostbusters                                                | 17:29 | 2007. február 27.                    |        |
| 22.    | Ghostbusters: Follow-Up                                     | 11:27 | 2007. március 20.                    |        |
| 23.    | Ghostbusters: Conclusion                                    | 13:11 | 2007. április 3.                     |        |
| 24.    | Spider-Man                                                  | 10:32 | 2007. április 17.                    |        |
| 25.    | Sega CD                                                     | 13:12 | 2007. május 2.                       |        |
| 26.    | Sega 32X                                                    | 9:04  | 2007. május 15.                      |        |
| 27.    | Silver Surfer                                               | 11:17 | 2007. június 5.                      |        |
| 28.    | Die Hard                                                    | 9:03  | 2007. június 19.                     |        |
| 29.    | Independence Day                                            | 6:09  | 2007. július 3.                      |        |
| 30.    | The Simpsons                                                | 13:17 | 2007. július 17.                     |        |
| 31.    | Bugs Bunny's Birthday Blowout                               | 8:43  | 2007. augusztus 7.                   |        |
| 32.    | Atari Porn                                                  | 10:03 | 2007. augusztus 22.                  |        |
| 33.    | Nintendo Power                                              | 14:42 | 2007. szeptember 4.                  |        |
| 34.    | Fester's Quest                                              | 9:25  | 2007. szeptember 18.                 |        |
| 35.    | Texas Chainsaw Massacre                                     | 12:46 | 2007. október 9.                     |        |
| 36.    | Halloween                                                   | 16:05 | 2007. október 30.                    |        |
| 37.    | Dragon's Lair                                               | 9:22  | 2007. november 20.                   |        |
| 38.    | An Angry Nerd Christmas Carol: Part 1                       | 5:54  | 2007. december 18. (YT) Dec 17, 2008 |        |
| 39.    | An Angry Nerd Christmas Carol: Part 2                       | 9:42  | 2007. december 23.                   |        |
| 40.    | Chronologically Confused About the Legend of Zelda Timeline | 19:01 | 2008. január 8.                      |        |
| 41.    | Rambo                                                       | 13:14 | 2008. január 22.                     |        |

### 3. évad
| Epizód | Cím                              | Hossz | Bemutató             | Leírás |
| ------ | -------------------------------- | ----- | -------------------- | ------ |
| 42.    | Virtual Boy                      | 15:34 | 2008. február 19.    |        |
| 43.    | The Wizard of Oz                 | 11:25 | 2008. március 4.     |        |
| 44.    | Double Vision: Part 1            | 10:04 | 2008. március 25.    |        |
| 45.    | Double Vision: Part 2            | 8:24  | 2008. április 8.     |        |
| 46.    | The Wizard / Super Mario Bros. 3 | 17:19 | 2008. április 22.    |        |
| 47.    | NES Accessories                  | 13:51 | 2008. május 14.      |        |
| 48.    | Indiana Jones Trilogy            | 18:43 | 2008. május 20.      |        |
| 49.    | Star Trek                        | 10:45 | 2008. június 11.     |        |
| 50.    | Superman                         | 11:46 | 2008. június 26.     |        |
| 51.    | Superman 64                      | 10:37 | 2008. július 8.      |        |
| 52.    | Batman Part I                    | 11:45 | 2008. július 22.     |        |
| 53.    | Batman Part II                   | 9:42  | 2008. augusztus 10.  |        |
| 54.    | Deadly Towers                    | 8:20  | 2008. augusztus 19.  |        |
| 55.    | Battletoads                      | 7:52  | 2008. szeptember 3.  |        |
| 56.    | Dick Tracy                       | 14:04 | 2008. szeptember 16. |        |
| 57.    | Dracula                          | 11:57 | 2008. október 14.    |        |
| 58.    | Frankenstein                     | 14:08 | 2008. október 29.    |        |
| 59.    | CD-i Part I                      | 7:57  | 2008. november 12.   |        |
| 60.    | CD-i Part II                     | 12:35 | 2008. november 25.   |        |
| 61.    | CD-i Part III                    | 14:15 | 2008. december 9.    |        |
| 62.    | Bible Games II                   | 17:00 | 2008. december 23.   |        |
| 63.    | Michael Jackson's Moonwalker     | 10:04 | 2009. január 7.      |        |
| 64.    | Milon's Secret Castle            | 11:33 | 2009. január 27.     |        |

### 4. évad
| Epizód | Cím                        | Hossz | Bemutató             | Leírás |
| ------ | -------------------------- | ----- | -------------------- | ------ |
| 65.    | Atari Jaguar Part I        | 8:23  | 2009. március 16.    |        |
| 66.    | Atari Jaguar Part II       | 14:21 | 2009. március 25.    |        |
| 67.    | Metal Gear                 | 13:17 | 2009. április 8.     |        |
| 68.    | Odyssey                    | 10:58 | 2009. április 21.    |        |
| 69.    | X-Men                      | 14:11 | 2009. május 6.       |        |
| 70.    | The Terminator             | 14:54 | 2009. május 19.      |        |
| 71.    | Terminator 2: Judgment Day | 13:25 | 2009. június 2.      |        |
| 72.    | Transformers               | 12:43 | 2009. június 17.     |        |
| 73.    | Mario Is Missing!          | 9:30  | 2009. július 1.      |        |
| 74.    | Plumbers Don't Wear Ties   | 20:38 | 2009. július 21.     |        |
| 75.    | Bugs Bunny's Crazy Castle  | 16:58 | 2009. augusztus 5.   |        |
| 76     | Super Pitfall!             | 11:07 | 2009. augusztus 20.  |        |
| 77.    | Godzilla                   | 15:46 | 2009. szeptember 9.  |        |
| 78.    | Wayne's World              | 12:15 | 2009. szeptember 24. |        |
| 79.    | Castlevania Part I         | 10:08 | 2009. október 8.     |        |
| 80.    | Castlevania Part II        | 12:47 | 2009. október 21.    |        |
| 81.    | Castlevania Part III       | 12:52 | 2009. november 5.    |        |
| 82.    | Castlevania Part IV        | 9:48  | 2009. november 19.   |        |
| 83.    | Little Red Hood            | 14:54 | 2009. december 3.    |        |
| 84.    | Winter Games               | 10:28 | 2009. december 23.   |        |
| 85.    | Street Fighter 2010        | 17:56 | 2010. január 6.      |        |
| 86.    | Hydlide                    | 8:28  | 2010. január 20.     |        |
| 87.    | Ninja Gaiden               | 15:40 | 2010. február 4.     |        |
| 88.    | Swordquest                 | 9:12  | 2010. február 18.    |        |
| 89.    | Pong Consoles              | 12:00 | 2010. március 6.     |        |

### 5. évad
| Epizód | Cím                                  | Hossz | Bemutató            | Leírás |
| ------ | ------------------------------------ | ----- | ------------------- | ------ |
| 90.    | Action 52                            | 26:50 | 2010. április 30.   |        |
| 91.    | Cheetahmen                           | 20:25 | 2010. június 9.     |        |
| 92.    | Game Glitches                        | 16:07 | 2010. július 8.     |        |
| 93.    | Zelda II                             | 15:07 | 2010. augusztus 4.  |        |
| 94.    | Back to the Future Re-Revisited      | 23:04 | 2010. szeptember 3. |        |
| 95.    | Dr. Jekyll and Mr. Hyde Re-Revisited | 16:40 | 2010. október 7.    |        |
| 96.    | Lester the Unlikely                  | 10:44 | 2010. november 4.   |        |
| 97.    | How The Nerd Stole Christmas         | 12:07 | 2010. december 6.   |        |
| 98.    | Day Dreamin' Davey                   | 14:00 | 2011. január 5.     |        |
| 99.    | Star Wars                            | 22:28 | 2011. február 3.    |        |
| 100.   | R.O.B. the Robot                     | 18:52 | 2011. március 3.    |        |
| 101.   | Steven Spielberg Games               | 21:18 | 2011. április 6.    |        |

### 6. évad
| Epizód | Cím                                            | Hossz | Bemutató            | Leírás |
| ------ | ---------------------------------------------- | ----- | ------------------- | ------ |
| 102.   | The Making of an Angry Video Game Nerd Episode | 35:05 | 2011. július 7.     |        |
| 103.   | Kid Kool                                       | 8:14  | 2011. augusztus 3.  |        |
| 104.   | Nintendo World Championships                   | 17:02 | 2011. augusztus 26. |        |
| 105.   | Dark Castle                                    | 12:07 | 2011. október 6.    |        |
| 106.   | Bible Games III                                | 14:14 | 2011. december 7.   |        |

### 7. évad
| Epizód | Cím                                            | Hossz | Bemutató            | Leírás |
| ------ | ---------------------------------------------- | ----- | ------------------- | ------ |
| 107.   | Schwarzenegger Games                           | 22:26 | 2012. július 23.    |        |
| 108.   | Ghosts n' Goblins                              | 17:04 | 2012. október 23.   |        |
| 109.   | Atari Sports                                   | 12:42 | 2012. december 17.  |        |
| 110.   | Ikari Warriors                                 | 20:39 | 2013. március 6.    |        |
| 111.   | Toxic Crusaders                                | 14:42 | 2013. április 30.   |        |
| 112.   | Bill & Ted's Excellent Adventure               | 17:52 | 2013. június 30.    |        |
| 113.   | Tiger Electronic Games                         | 18:39 | 2013. szeptember 6. |        |
| 114.   | Alien 3                                        | 10:17 | 2013. október 21.   |        |
| 115.   | AVGN Games!                                    | 21:55 | 2013. november 20.  |        |
| 116.   | Wish List: Part 1 – Sonic the Hedgehog & more! | 15:07 | 2013. december 17.  |        |
| 117.   | Wish List: Part 2 – Bubsy 3D & more!           | 15:27 | 2013. december 19.  |        |

### 8. évad
| Epizód | Cím                                     | Hossz | Bemutató           | Leírás |
| ------ | --------------------------------------- | ----- | ------------------ | ------ |
| 118.   | Big Rigs: Over the Road Racing          | 15:44 | 2014. március 19.  |        |
| 119.   | Desert Bus                              | 15:30 | 2014. május 28.    |        |
| 120.   | E.T. Atari 2600                         | 7:00  | 2014. október 10.  |        |
| 121.   | Beetlejuice                             | 13:53 | 2014. október 14.  |        |
| 122.   | Tagin' Dragon                           | 3:50  | 2014. december 11. |        |
| 123.   | ALF                                     | 4:01  | 2014. december 12. |        |
| 124.   | CrazyBus                                | 4:06  | 2014. december 13. |        |
| 125.   | Ren & Stimpy: Fire Dogs                 | 5:16  | 2014. december 14. |        |
| 126.   | Rocky and Bullwinkle                    | 4:06  | 2014. december 15. |        |
| 127.   | Mary-Kate and Ashley "Get a Clue"       | 4:15  | 2014. december 16. |        |
| 128.   | V.I.P. with Pamela Anderson             | 4:53  | 2014. december 17. |        |
| 129.   | Lethal Weapon                           | 4:37  | 2014. december 18. |        |
| 130.   | Porky's                                 | 6:02  | 2014. december 19. |        |
| 131.   | HyperScan                               | 6:32  | 2014. december 20. |        |
| 132.   | Universal Studios Theme Parks Adventure | 11:29 | 2014. december 21. |        |
| 133.   | LJN Video Art                           | 8:43  | 2014. december 22. |        |

### 9. évad
| Epizód | Cím                                 | Hossz | Bemutató           | Leírás |
| ------ | ----------------------------------- | ----- | ------------------ | ------ |
| 134.   | Hong Kong 97                        | 12:46 | 2015. március 26.  |        |
| 135.   | Darkwing Duck                       | 13:49 | 2015. május 13.    |        |
| 136.   | Seaman                              | 17:24 | 2015. július 28.   |        |
| 137.   | The Crow                            | 9:43  | 2015. október 30.  |        |
| 138.   | Mortal Kombat Mythologies: Sub-Zero | 12:02 | 2015. december 22. |        |

### 10. évad
| Epizód | Cím                                | Hossz | Bemutató            | Leírás |
| ------ | ---------------------------------- | ----- | ------------------- | ------ |
| 139.   | Mega Man Games                     | 25:06 | 2016. április 6.    |        |
| 140.   | Paperboy                           | 16:05 | 2016. május 26.     |        |
| 141.   | Beavis and Butthead                | 14:18 | 2016. augusztus 16. |        |
| 142.   | Berenstain Bears                   | 19:41 | 2016. október 18.   |        |
| 143.   | Sega Activator and Aura Interactor | 11:51 | 2016. december 20.  |        |

### 11. évad
| Epizód | Cím                              | Hossz | Bemutató             | Leírás |
| ------ | -------------------------------- | ----- | -------------------- | --- |
| 144.   | Mighty Morphin Power Rangers     | 20:15 | 2017. március 23.    | |
| 145.   | Sonic '06                        | 16:47 | 2017. április 20.    | |
| 146.   | Planet of the Apes               | 12:34 | 2017. július 4.      | A Nerd űrhajóra száll, hogy minden eddig bemutatott rossz játékát vagy eszközét az űrbe dobja. A küldetés teljesítése közben lezuhan egy bolygóra és az újrafelszállás előtt bemutatja az egyetlen megmaradt játékot, ami a 2001-es A majmok bolygója alapján készült, de az eredeti, 1968-as változatból is vett át dolgokat.. |
| 147.   | Game Boy Accessories             | 16:15 | 2017. augusztus 15.  | Különböző Game Boy-kiegészítők bemutatása. |
| 148.   | Treasure Master                  | 10:03 | 2017. szeptember 20. | |
| 149.   | Wrestling Games                  | 11:55 | 2017. október 4.     | |
| 150.   | Polybius                         | 22:18 | 2017. október 25.    | |
| 151.   | RoboCop Games                    | 13:52 | 2017. november 19.   | |
| 152.   | Sonic '06 Part 2                 | 13:34 | 2017. november 30.   | |
| 153.   | Charlie's Angels                 | 9:41  | 2017. december 6.    | |
| 154.   | Star Wars: Masters of Teras Kasi | 8:47  | 2017. december 13.   | |
| 155.   | Lightspan Adventures             | 15:37 | 2017. december 22.   | |
| 156.   | EarthBound                       | 39:35 | 2018. április 25.    | |
| 157.   | Dirty Harry (NES)                | 11:51 | 2018. június 24.     | |